# Banque du Portugal (Porto)
Le palais de la Banque du Portugal à Porto est un édifice situé Praça da Liberdade, dans le centre de la ville. 

## Histoire
En 1917, la Banque du Portugal a acheté un terrain à la mairie de Porto à Rua do Almada et Praça da Liberdade, afin d'y construire un bâtiment neuf. En 1918, la banque acquiert une nouvelle propriété et un terrain, à Viela da Polé.
Entreprise en 1918, l'architecture du bâtiment a pris en compte l'harmonie entre les services commerciaux, le service du Trésor, le public et les employés. Une attention particulière a été portée aux matériaux utilisés (granit et marbre), aux techniques modernes de ventilation, d'éclairage et de chauffage.
Avec la mort des deux architectes, le projet définitif sera élaboré par Eng. José Abecassis et présenté en 1922. La structure du fronton et les deux statues latérales en bronze ont été réalisées par le sculpteur José Sousa Caldas.
Lors de la construction du bâtiment, des problèmes surgissent, liés à la nature du terrain marécageux, qui prolongent les travaux jusqu'en avril 1934, date à laquelle le nouveau bâtiment est inauguré.